# 台儿庄大战纪念馆
台儿庄大战纪念馆（the Memorial of Tai'erzhuang Campaign）位于山东省枣庄市台儿庄区，为纪念1938年的台儿庄战役而建立。

## 历史
1993年4月8日建成并对公众开放，现在为国家4A级旅游景区。

## 分类
1. ↑  .   [2018-05-11]. （原始内容存档于2018-05-11）.